# Bahnhof Vila Nova de Gaia

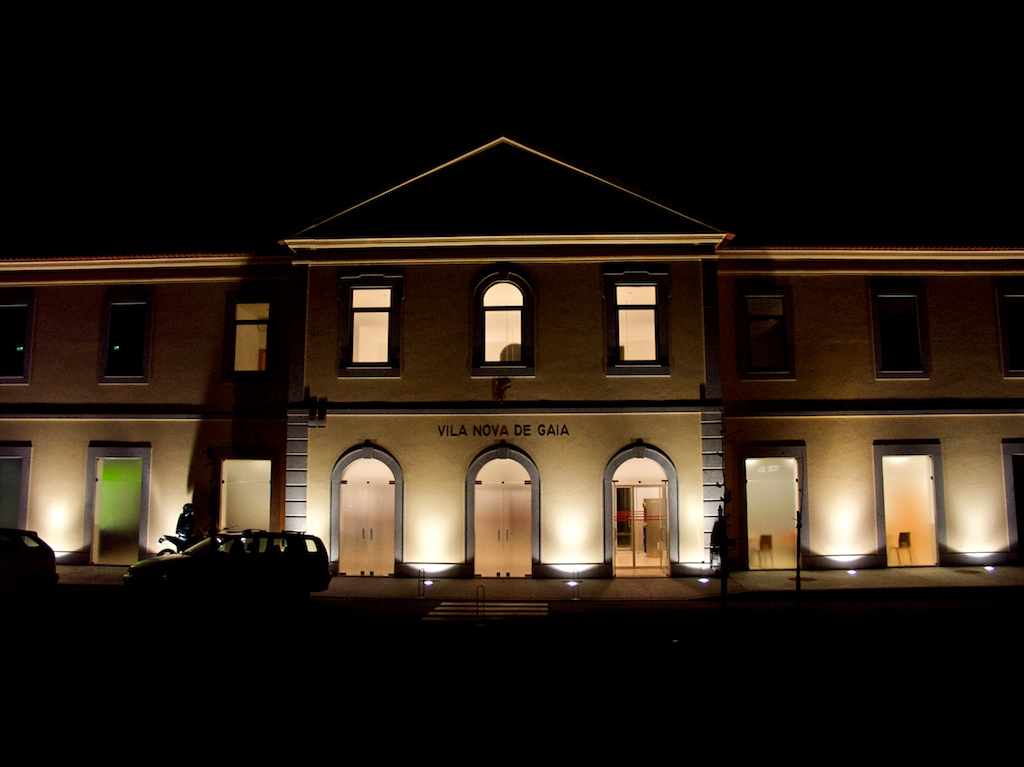
Bahnhof Vila Nova de Gaia

Der Bahnhof Vila Nova de Gaia (portugiesisch Estação Ferroviária de Vila Nova de Gaia, früher auch Gaya und ursprünglich Devesas genannt) ist der Bahnhof der portugiesischen Stadt Vila Nova de Gaia.
Er liegt an der Linha do Norte, die im Bahnhof Lissabon Santa Apolónia beginnt und im rund 4 Kilometer entfernten Bahnhof Porto-Campanhã endet. Er wird von der staatlichen Eisenbahngesellschaft Comboios de Portugal und der CP Urbanos do Porto bedient.  In deren elektronischer Fahrplanauskunft wird der Bahnhof unter Vila Nova de Gaia-Devesas geführt.
Der Bahnhof hat außerdem einen ausgedehnten Rangierbahnhof.
Am Bahnhof befindet sich die Haltestelle Devesas (Estação) (DVE2) der STCP – Sociedade de Transportes Colectivos do Porto.

## Geschichte
Der Bahnhof wurde 1863 eröffnet als nördlicher Endbahnhof der geplanten ersten größeren Eisenbahnstrecke in Portugal, die Lissabon mit Porto verbinden sollte und von beiden Seiten her gebaut wurde. Zu der Zeit bestand im Norden der Abschnitt zwischen Vila Nova de Gaia und Estarreja. 1864 wurde das letzte Teilstück der Strecke fertiggestellt. Es fehlte aber noch die Überquerung des Douro zum gegenüberliegenden Porto, die erst 1877 durch die Ponte Maria Pia geschaffen wurde.
Zwischen 1901 und 1902 wurde die Strecke zweigleisig ausgebaut. In den 1930er-Jahren wurde das Bahnhofsgelände erweitert Mitte der 1960er-Jahre wurde die Strecke elektrifiziert.